# Strada nazionale 13 (Regno d'Italia)
La strada nazionale 13 era una strada nazionale del Regno d'Italia, che congiungeva il confine austriaco presso Thörl-Maglern a Portogruaro.
Venne istituita nel 1923 con il percorso "Thorl - Tarvisio - Pontebba - Stazione per la Carnia - S. Daniele del Friuli - Nazionale n. 12 presso Ponte della Delizia e da questa presso Casarsa a Portogruaro".
A seguito di una disputa territoriale circa il confine italo-austriaco, la variazione territoriale che portò il passaggio della cittadina di Thörl-Maglern all'Austria e lo spostamento del confine qualche chilometro più a sud a partire dal 13 gennaio 1924, comportò anche la cessione del sotteso tratto stradale e la variazione del caposaldo iniziale.
Nel 1928, in seguito all'istituzione dell'Azienda Autonoma Statale della Strada (AASS) e alla contemporanea ridefinizione della rete stradale nazionale, il suo tracciato costituì i tratti finali della strada statale 13 Pontebbana (da Thörl-Maglern a Ponte della Delizia) e della strada statale 53 Postumia (da Casarsa della Delizia a Portogruaro).